# 云山水库
云山水库是中国黑龙江省鸡西市虎林市境内的一座水库，位于七虎林河上，建于1958年。水库正常库容为4000万立方米，集雨面积为287平方千米，海拔为94米。
1958年3月铁道兵农垦局决定兴建水库。3月18日以八五〇农场为主组建施工指挥部，5月2日开工。同年11月12日竣工。抬土63万立方米，浇筑混凝土568立方米，砌石685立方米。收益面积下游240平方公里。